# Морской змей
Морской змей — тип драконьего морского чудовища, описанный в различных мифологиях, в первую очередь в месопотамской (Тиамат), иудео-христианской (Левиафан), греческой (Кет, Ехидна, Гидра, Сцилла) и скандинавской (Ёрмунганд). Морского змея можно встретить в компьютерных играх: Warcraft, Might and Magic, Arx Fatalis, The Elder Scrolls, Baldur's Gate, Dragon Age, Dota 2, God of War, Disciples, Titan Quest, Age of Mythology, Lineage 2, Dark Souls, Final Fantasy, League of Legends, Divinity, World of Warcraft, Аллоды, Dragon's Dogma, Neverwinter Nights, King’s Bounty и т. д.

## Ветхий завет

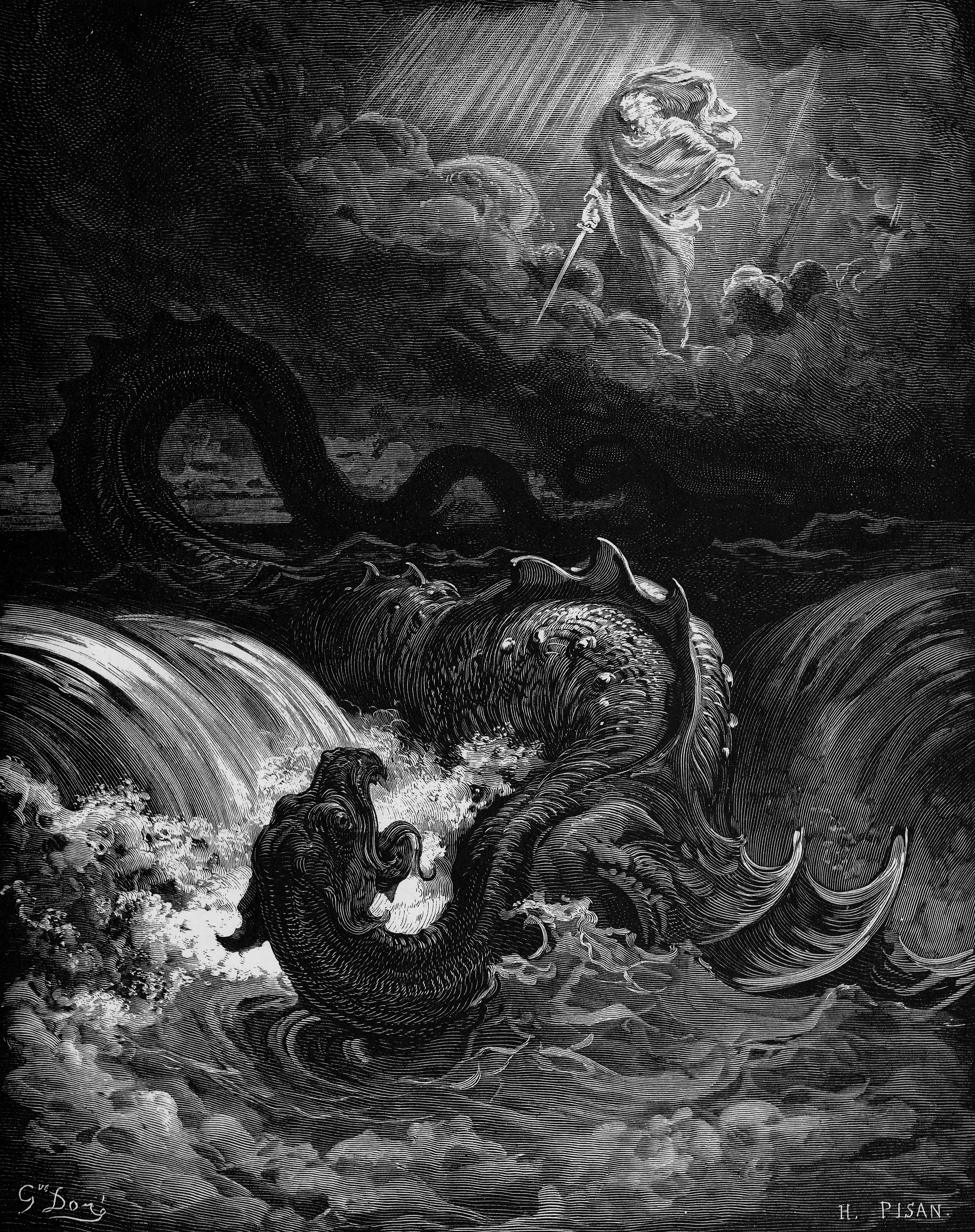
Левиафан на гравюре Гюстава Дорэ

Имя «Левиафан» появляется в пяти местах Ветхого Завета. Немецкий лингвист Вильгельм Генезиус выяснил, что слово liviah (корона, гирлянда) вкупе с окончанием an приобретает значение «тот, кто закручивается в спираль». А при более вероятной этимологии это liviah+tan, что значит «гирлянда». A tan, в свою очередь, может означать крокодила, кита, дракона и большую рыбу.
Если прочитать отрывки из псалма Давида, где упоминается Средиземное море и Левиафан, то станет ясно, что речь идет о морском животном, а если прибавить к этому и строки из книги Иова, то можно сделать вывод, что это не кит.
Из этих описаний исходит, что у монстра гармоничные пропорции, мощная шея, пасть, полная зубов, красноватый цвет глаз, кожа покрыта тесно прилегающей чешуёй, из ноздрей выходят струи пара. Ещё из этого следует, что животное поднимается над волнами и обозревает все сверху.

## Азия

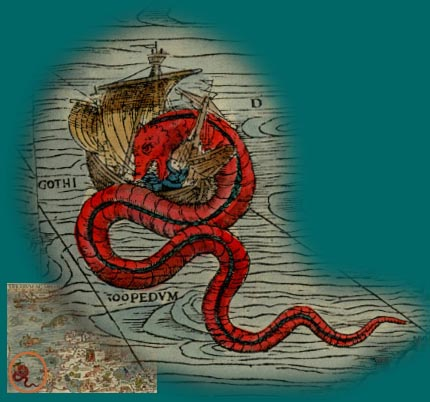
Морской змей на «Carta Marina» Олафа Магнуса

Халдейские надписи в Аккаде говорят о змее, который побивает море, и его изображение имеется на стенах дворца в ассирийском Хорсабаде. В Упанишадах, часто упоминаются морские чудовища. Там есть Басоеки, царь змей, гигант, обитающий в морях.

### Китай
В популярной китайской сказке рассказывается о морском змее, который был так длинен, что джонка плыла от одного его конца к другому, пока тот спал. А когда его перерезал корабль, то известие это шло до головы очень долго.

### Индия
Сохранились легенды об ужасных голубых червях индийских рек, которые по ночам выходят на сушу из тины и глотают быков и верблюдов. Эту историю Ктесий, Плиний, Филострат, Солин, Элиан и Палладий пересказывали в разных вариациях, насыщая все новыми подробностями.
Описания мифического животного имеются в рассказах некоторых примитивных племен Индии. Ала Танис и Дафла из Ассама называют его «буру», ему приписывается обитание в болотах долины реки Рило.

## Россия
В 2017 году на берегах Берингова моря появились коричневые «морские змеи» с шарообразными головами. Высказывались версии, что это могут быть гигантские черви или антропогенные (рукотворные) объекты. Пресс-служба национального парка «Берингия» выяснила, что на самом деле это были водоросли Nereocystis luetkeana. Такие водоросли могут достигать длины 15 метров, а на их верхушке находится пузырь (30 см в диаметре). Рост начинается в феврале-марте, спороношение летом, а в декабре таллом отрывается от ризоидов и уплывает по течению, тогда как на прежних ризоидах вырастает новый таллом. Именно оторванные талломы водорослей были приняты за змеев.

## Греция
В древнегреческой мифологии было морское чудовище Кит (Кетос или Цетус). Царица Эфиопии, жена Цефея, оскорбила Нереид. Нереиды обратились к Посейдону, а он устроил в Эфиопии наводнение, после которого велел принести Андромеду в качестве пищи для Кита. Однако, она была спасена Персеем, который превратил Кита в камень. 
От греческого слова «Кетос» происходит русское «кит» и научное название китообразных «Cetacea». Однако, мифический Кит не относится к морским млекопитающим. В морях вокруг Греции не водятся китообразные кроме дельфинов. Усатые киты встречаются в Средиземном море, но не особенно часто. Человек не прошёл бы в глотку усатого кита, а косатки редко нападают на людей. Мифический кит у древних греков мог быть символом могущества водной стихии. Так как китообразные млекопитающие были малоизвестны грекам, они могли принимать их за мифических существ, отсюда и название. 
На картинах Густава Доре и Тициана, Кетос выглядит как рептилия, а у Антона Рафаэля Мэнгса — как рыба.
Созвездие названо в честь мифического существа, а не реального.
У млекопитающего кита в разных языках разные название: в норвежском hval, в немецком Wal, в английском whale, в польском wieloryb. У созвездия во всех западноевропейских языках название Cetus.

## Кадборозавр
Кадборозавр (лат. Cadborosaurus willsi) — гипотетическая морская рептилия, якобы обитающая у побережья Северной Америки, описываемая как морской змей с длинным телом и головой, похожей на лошадиную.
Родовое название Cadborosaurus происходит от др.-греч. σαῦρος «ящерица» и от Cadboro — названия залива в Британской Колумбии, где, если верить очевидцам, и живёт существо. Народное название чудовища — «Кэдди».
Очень часто кадборозавра отождествляют с морским змеем.